# Hannu Risku
Hannu Risku, född 9 oktober 1989 i Helsingfors, Finland, är en finländsk trummis. Risku spelar trummor i rockbandet Hay And Stone.

## Biografi
Risku började spela piano som sexåring på musiklägret "Childrens summertime music camp". Trumläraren gav honom även lektioner. När Risku blev femton år lyssnade han på Red Hot Chili Peppers album Blood Sugar Sex Magik en eller två gånger per dag. Han var medlem i små band som spelade rock, rap och soul, men utan stor framgång.

## Influenser
- Jimi Hendrix
- John Coltrane
- Red Hot Chili Peppers
- Bob Marley
- Bob Dylan
- J.S. Bach
- Keith Jarrett
- John Lee Hooker
- Muddy Waters
- Aretha Franklin
- Louis Armstrong
- Tom Waits
- Zbigniew Preisne

## Kuriosa
- Riskus intressen är bland annat matlagning, filmer, böcker, yoga och resa.